# Kristian Brenden
Kristian Brenden, né le 12 juin 1976 à Lillehammer, est un sauteur à ski norvégien.

## Palmarès

### Jeux olympiques
| Épreuve / Édition | Nagano 1998 |
| Petit tremplin    | 8e          |
| Grand tremplin    | 13e         |
| Par équipes       | 4e          |

### Championnats du monde
| Épreuve / Édition | Ramsau 1999 |
| Petit tremplin    | 14e         |
| Grand tremplin    | 17e         |
| Par équipes       | 6e          |

### Championnats du monde de vol à ski
| Épreuve / Édition | Oberstdorf 1998 |
| Individuel        | 7e              |

### Coupe du monde
- Meilleur classement général : 7e en 1997.
- 8 podiums individuels : 2 victoires, 2 deuxièmes places et 4 troisièmes places.

#### Victoires individuelles
| Année | Lieu                  |
| 1997  | Lillehammer (Norvège) |
| 1998  | Zakopane (Pologne)    |